# Thilachium humbertii
Thilachium humbertii är en kaprisväxtart som beskrevs av Hadj Moust. Thilachium humbertii ingår i släktet Thilachium och familjen kaprisväxter. Inga underarter finns listade i Catalogue of Life.